# HMS New Zealand (1904)
O HMS New Zealand foi um couraçado pré-dreadnought operado pela Marinha Real Britânica e a quinta embarcação da Classe King Edward VII. Sua construção começou em fevereiro de 1903 no Estaleiro Real de Portsmouth e foi lançado ao mar em fevereiro de 1904, sendo comissionado na frota britânica em julho do ano seguinte. Era armado com uma bateria principal composta por quatro canhões de 305 milímetros montados em duas torres de artilharia duplas, possuía um deslocamento de mais de dezessete mil toneladas e alcançava uma velocidade máxima de dezoito nós.
O New Zealand teve um início de carreira tranquilo e sem grandes incidentes, servindo na Frota do Atlântico, Frota do Canal e Frota Doméstica. Foi renomeado para HMS Zealandia em 1911 e no ano seguinte atuou no Mar Mediterrâneo durante a Primeira Guerra Balcânica. A Primeira Guerra Mundial começou em 1914 e o navio inicialmente patrulhou o Mar do Norte, enquanto em 1915 brevemente serviu na Campanha de Galípoli. Foi tirado de serviço em setembro de 1917 e depois usado como um alojamento flutuante. Foi descartado em 1921 e desmontado dois anos depois.